# La Juventud Carlista (1893-1894)
La Juventud Carlista fue un periódico editado en la ciudad española de Murcia entre 1893 y 1894.

## Descripción
Subtitulado «semanario político», apareció el 1 de octubre de 1893 y salía los domingos. Estaba dirigido por José Martínez Fernández, y entre sus redactores estaban Joaquín Alonso Guardiola, un Marín y un Gallego Bernal. Colaboraban, asimismo, varios socios de la Juventud de Valencia, entre los que estaban Salvador Peydro, Miguel de los Santos Xerri y José Navarro Cabanes. Cesó en junio de 1894, habiendo publicado alrededor de cuatro decenas de números.